# ソロモン・ジョセフ・ソロモン

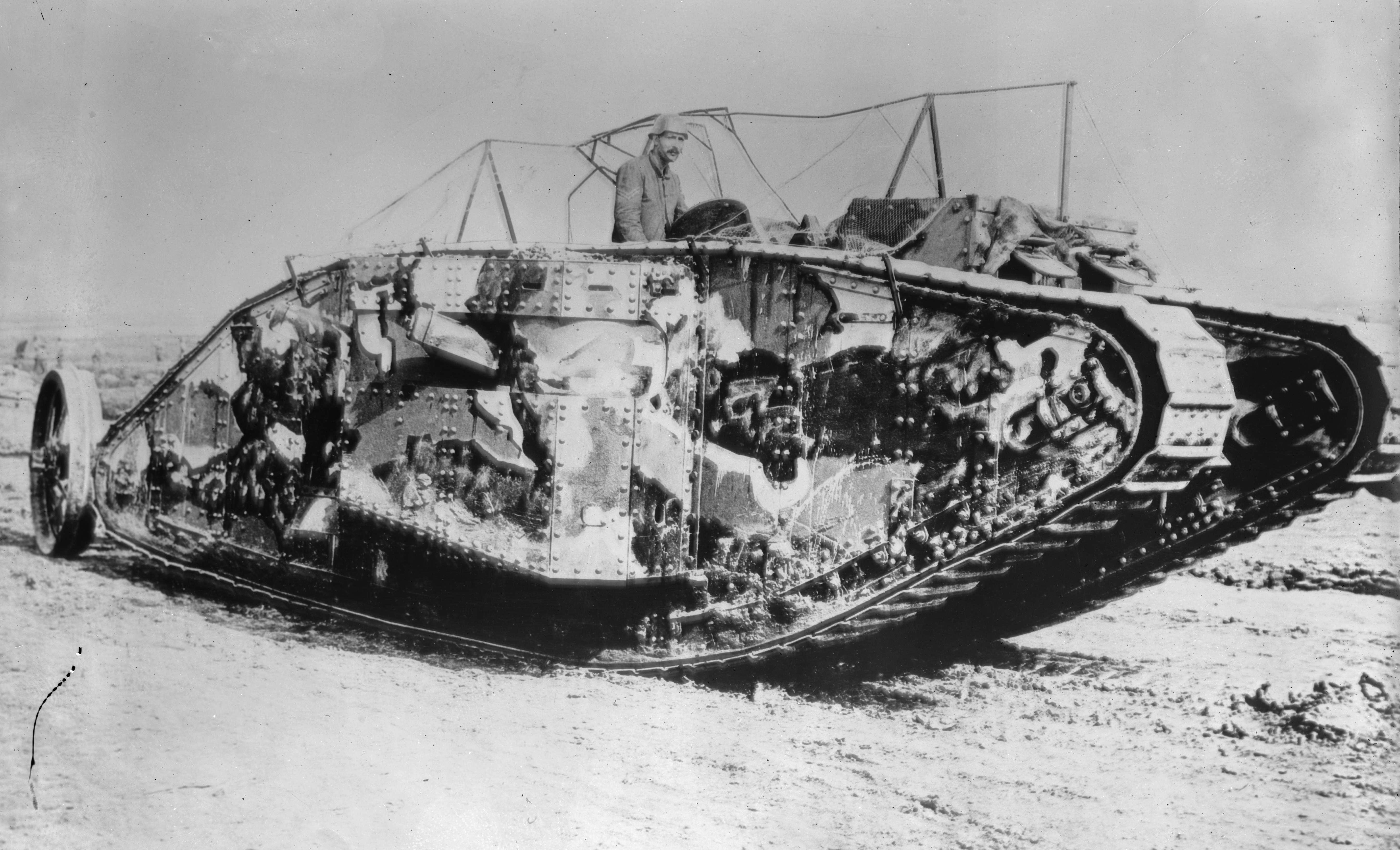
カモフラージュ塗装されたイギリスの戦車

ソロモン・ジョセフ・ソロモン（Solomon Joseph Solomon RA、1860年9月16日 - 1927年7月27日）は、イギリスの画家である。ニュー・イングリッシュ・アート・クラブ（New English Art Club）の創立会員であった
。

## 略歴
ロンドンでユダヤ系の名家に生まれた。妹のデリッサ・ジョセフ（Lily Delissa Joseph:1863-1940)も画家となった。
ヘザリー美術学校やミュンヘン美術院などで学んだ後、パリの国立高等美術学校（エコール・デ・ボザール）でアレクサンドル・カバネルのもとで学んだ。カバネルの推薦で1881年からサロン・ド・パリに出展した。
師のカバネルの影響の他、当時のイギリス美術の大家、フレデリック・レイトン(1830-1896)やローレンス・アルマ＝タデマ(1836-1921)にも影響を受けていた。主に肖像画や静物画を描いたが、神話などに題材を得た作品も描いた。「サムソン」や「アイアースとカッサンドラー」が有名である。
1886年にトーマス・クーパー・ゴッチやジョージ・クラウゼンら、海外で修行した若手の画家たちの展覧会、「ニュー・イングリッシュ・アート・クラブ」の創立会員の一人となった。1896年にロイヤル・アカデミー・オブ・アーツの準会員に選ばれ1906年に正会員となった。英国王立芸術家協会（Royal Society of British Artists）の会員となり、後に会長を務めた。

## カモフラージュの研究
ソロモンはイギリスにおけるカモフラージュ技術のパイオニアとして知られる。第一次世界大戦が始った後、芸術家の戦争協力部隊「Artists Rifles」に登録していたソロモンは1915年にフランス軍が用い始めたカモフラージュの技術の研究開発を命じられた。フランスの画家、ギロー（Lucien-Victor Guirand de Scévola）が開発した技術をもとにカモフラージュの初期の研究と実用化を行った。

## 作品

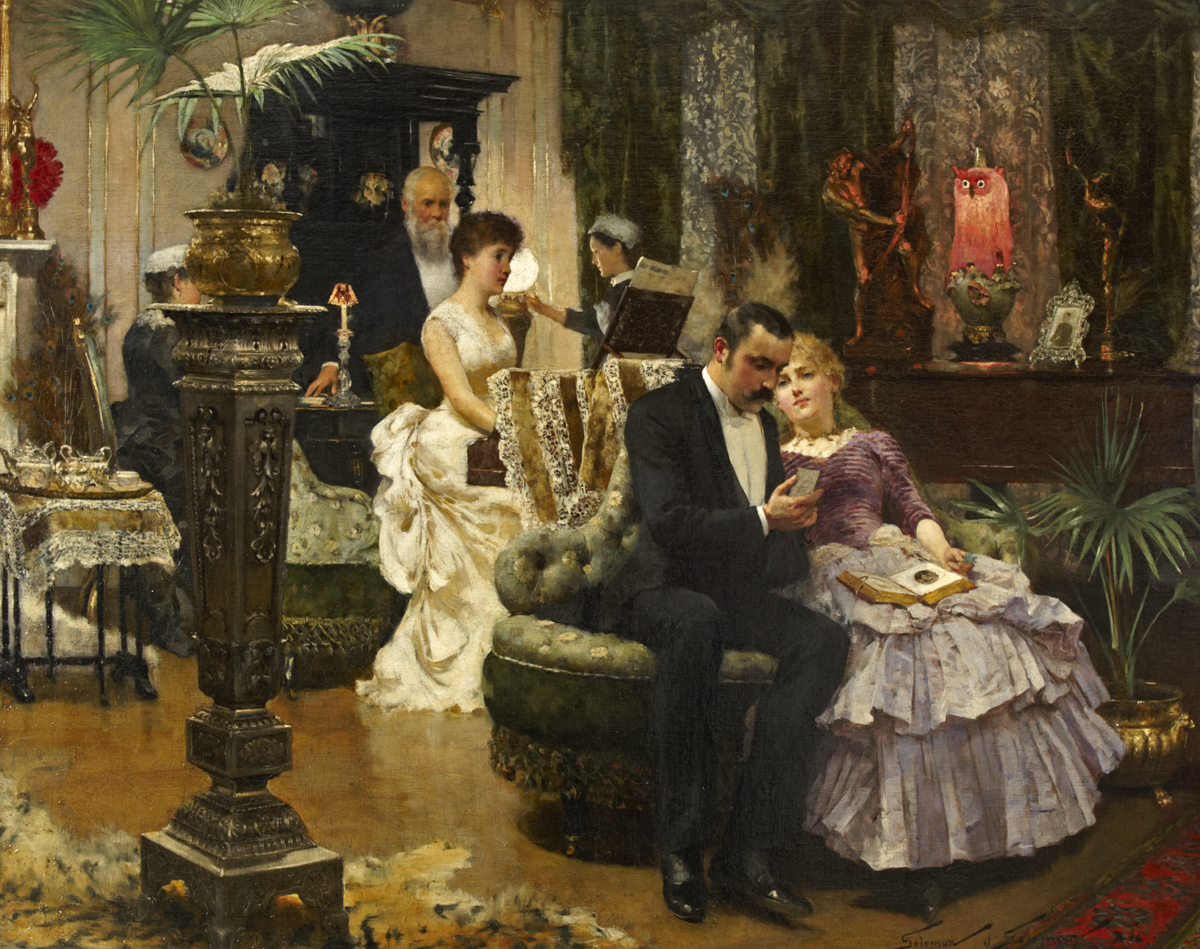
「談話室」(1884)
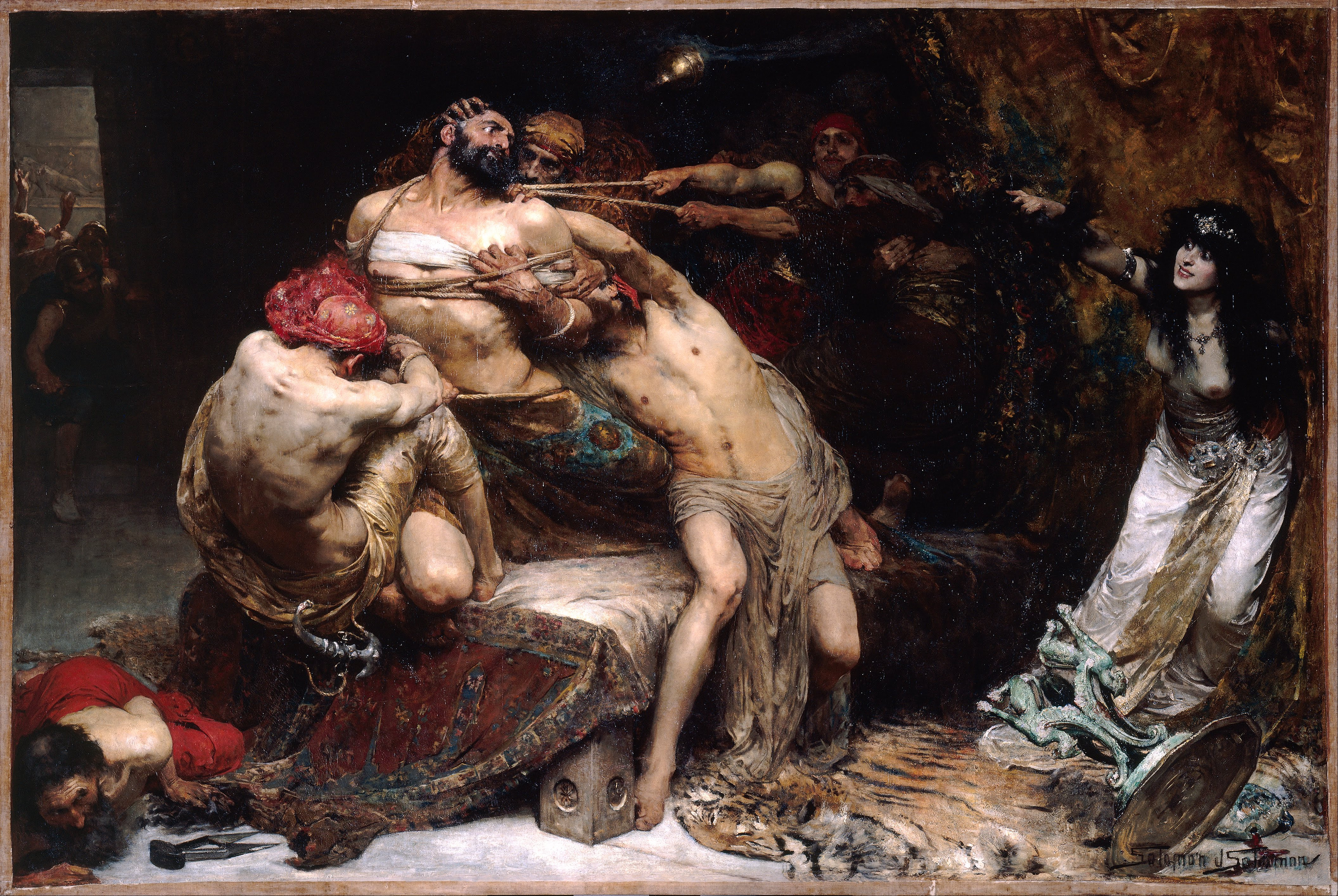
「サムソン」 (1887)
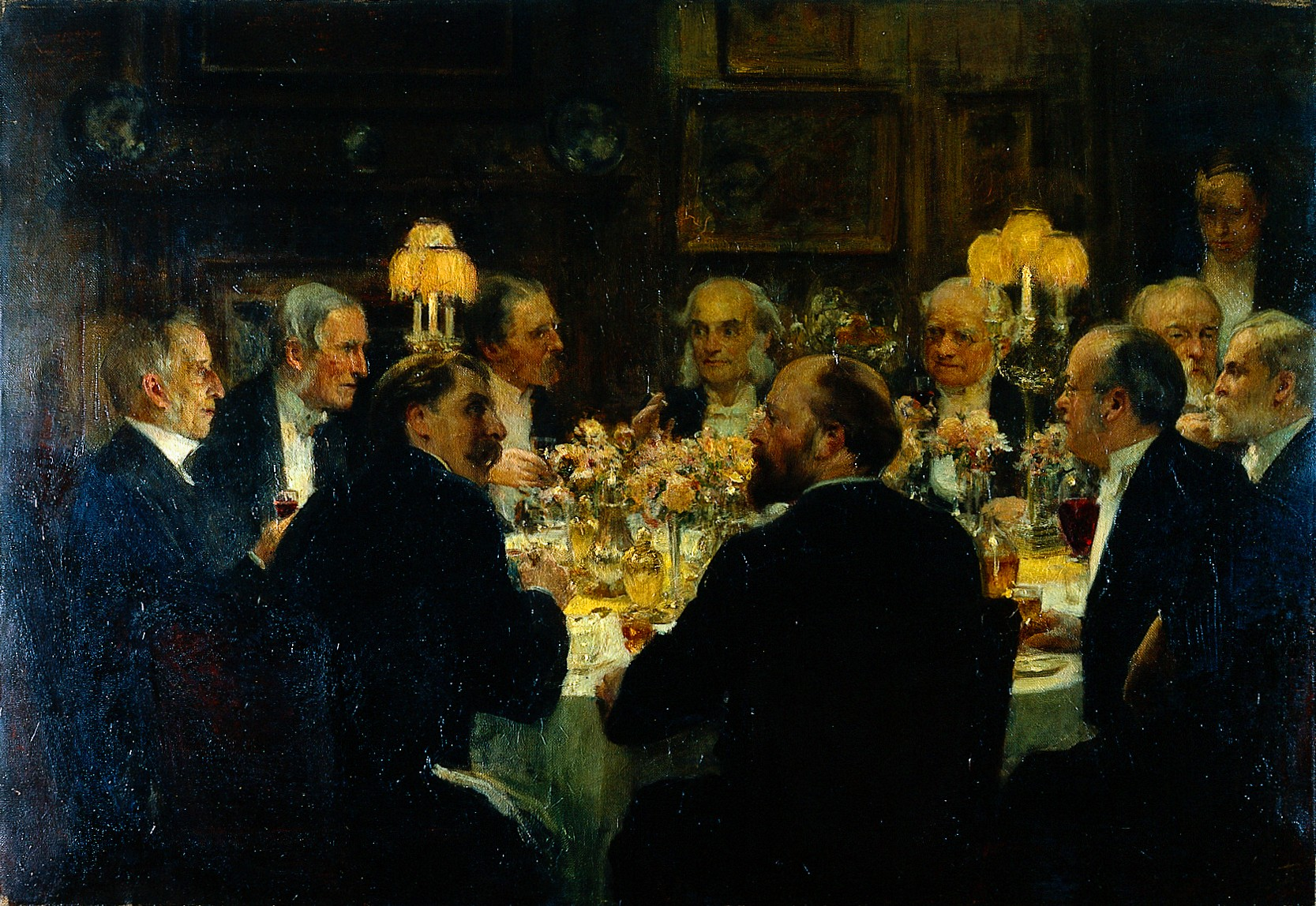

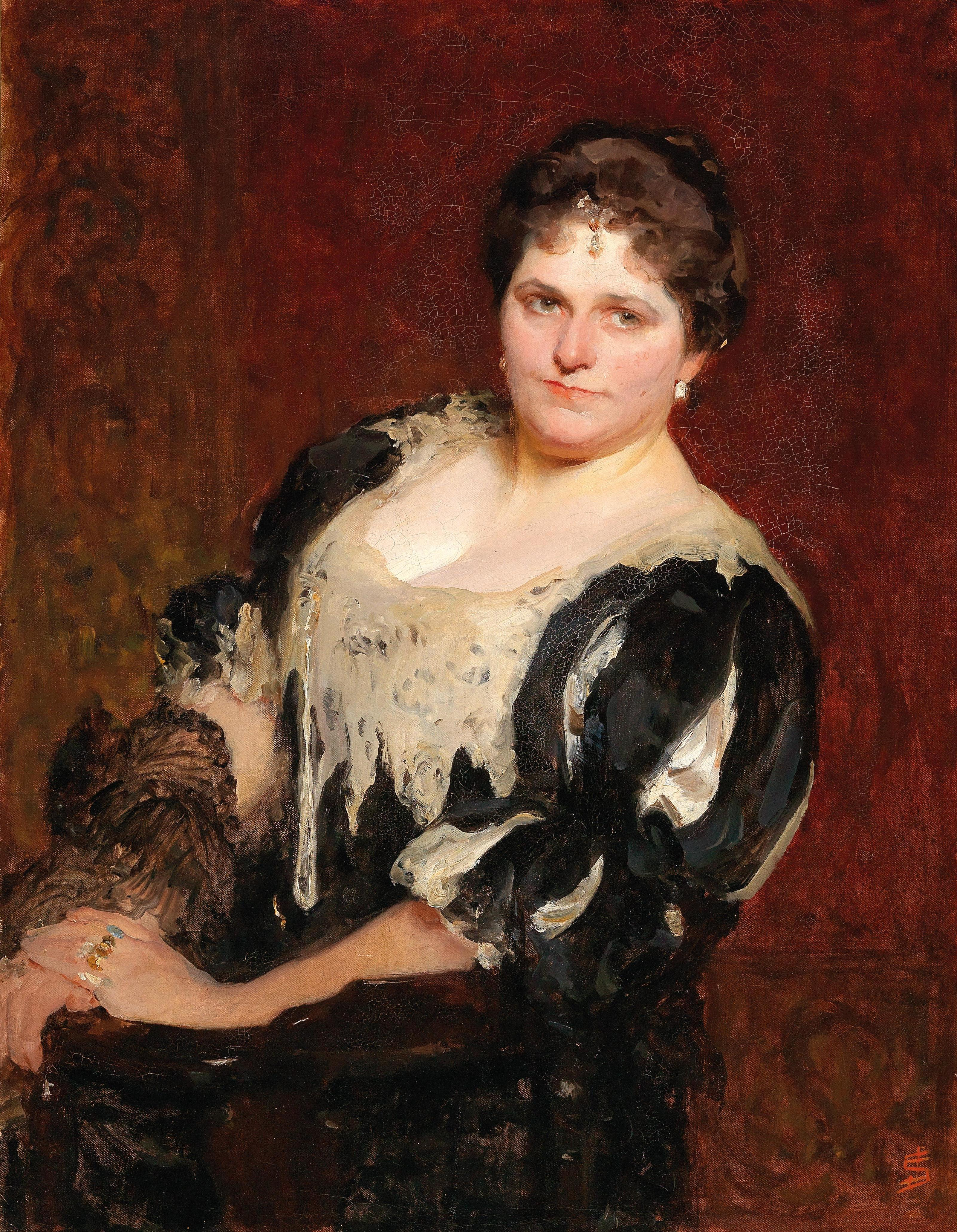
Blanche Marchesi（オペラ歌手）
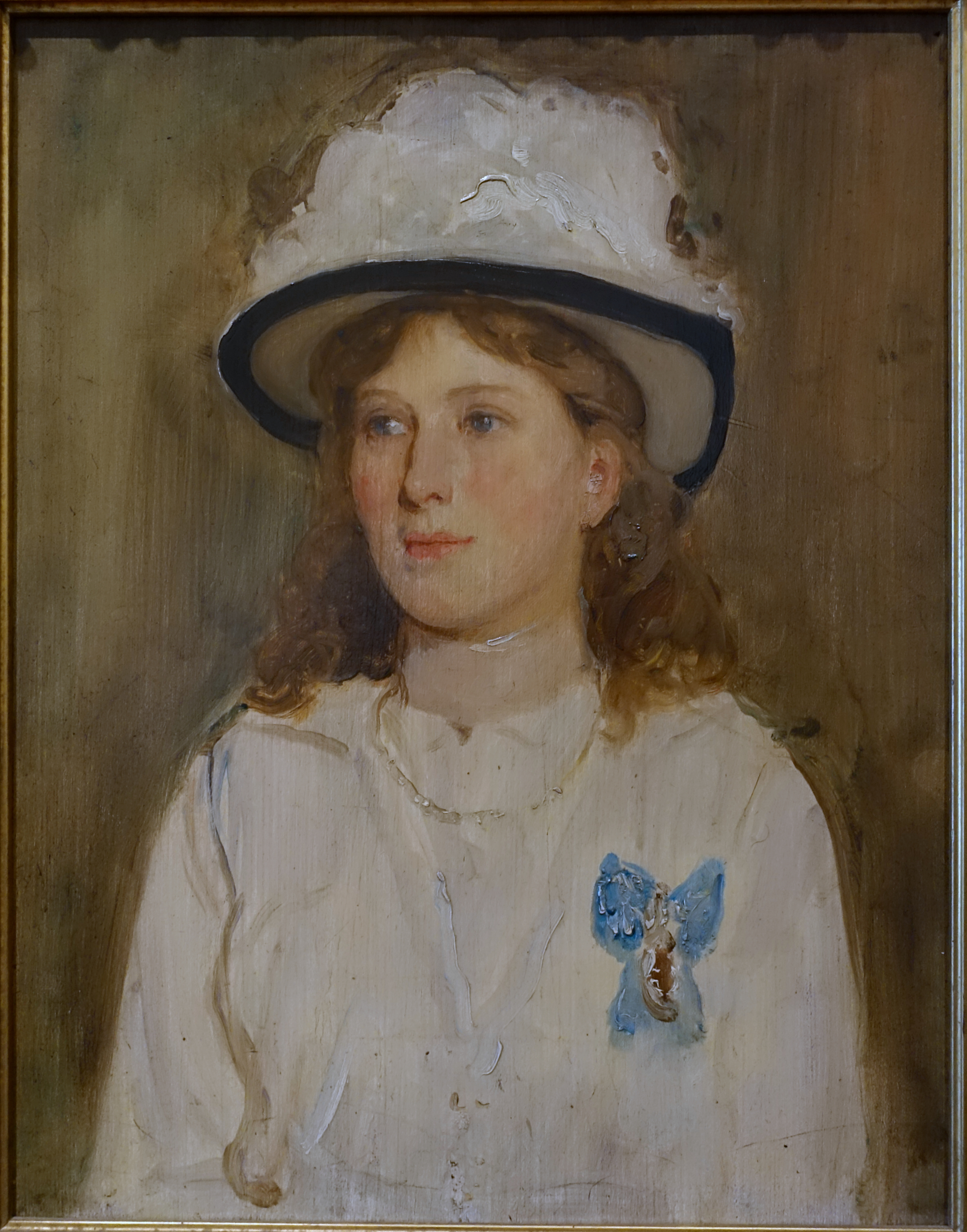
少女時代のメアリー王女
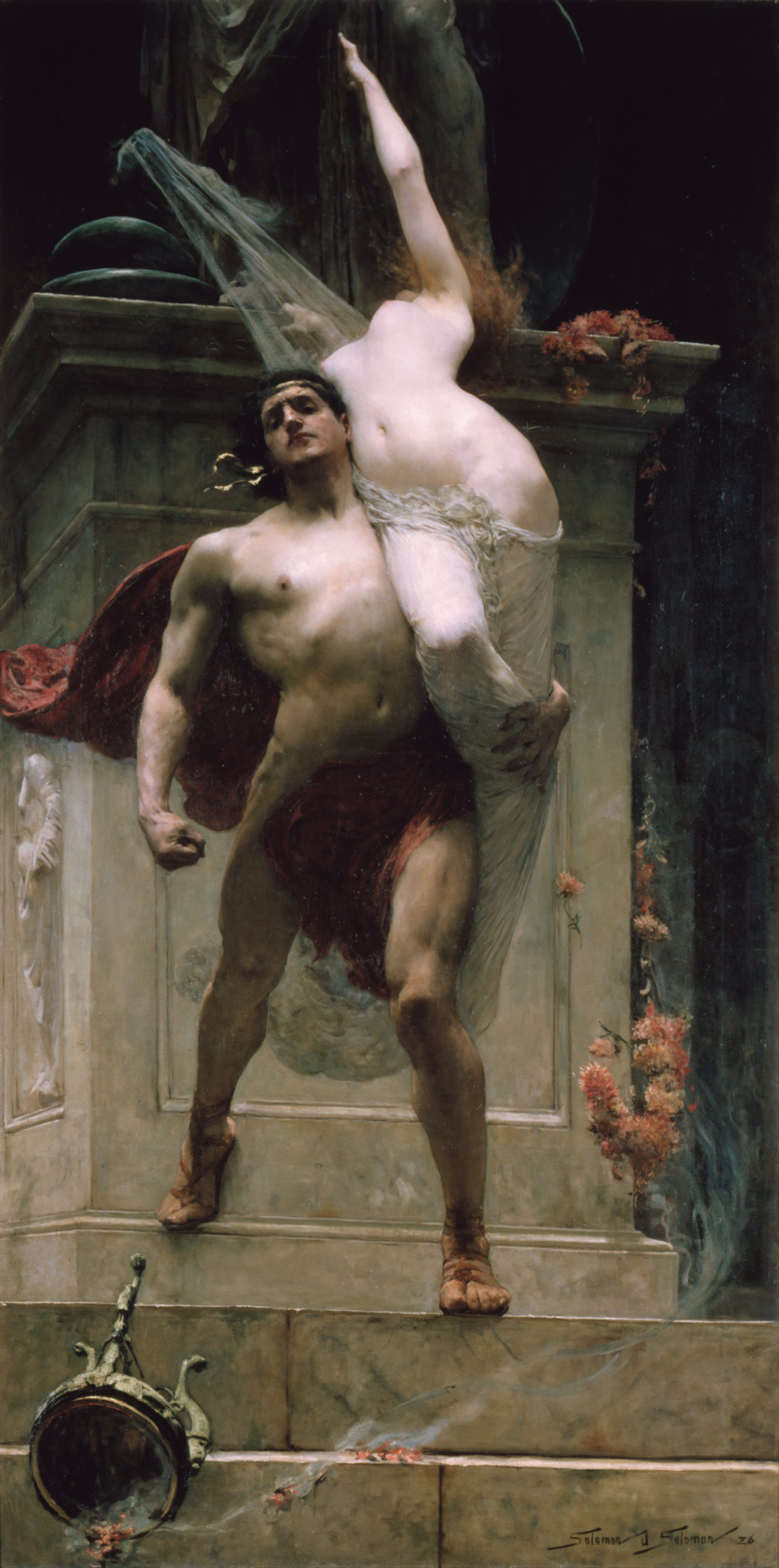
アイアースとカッサンドラー
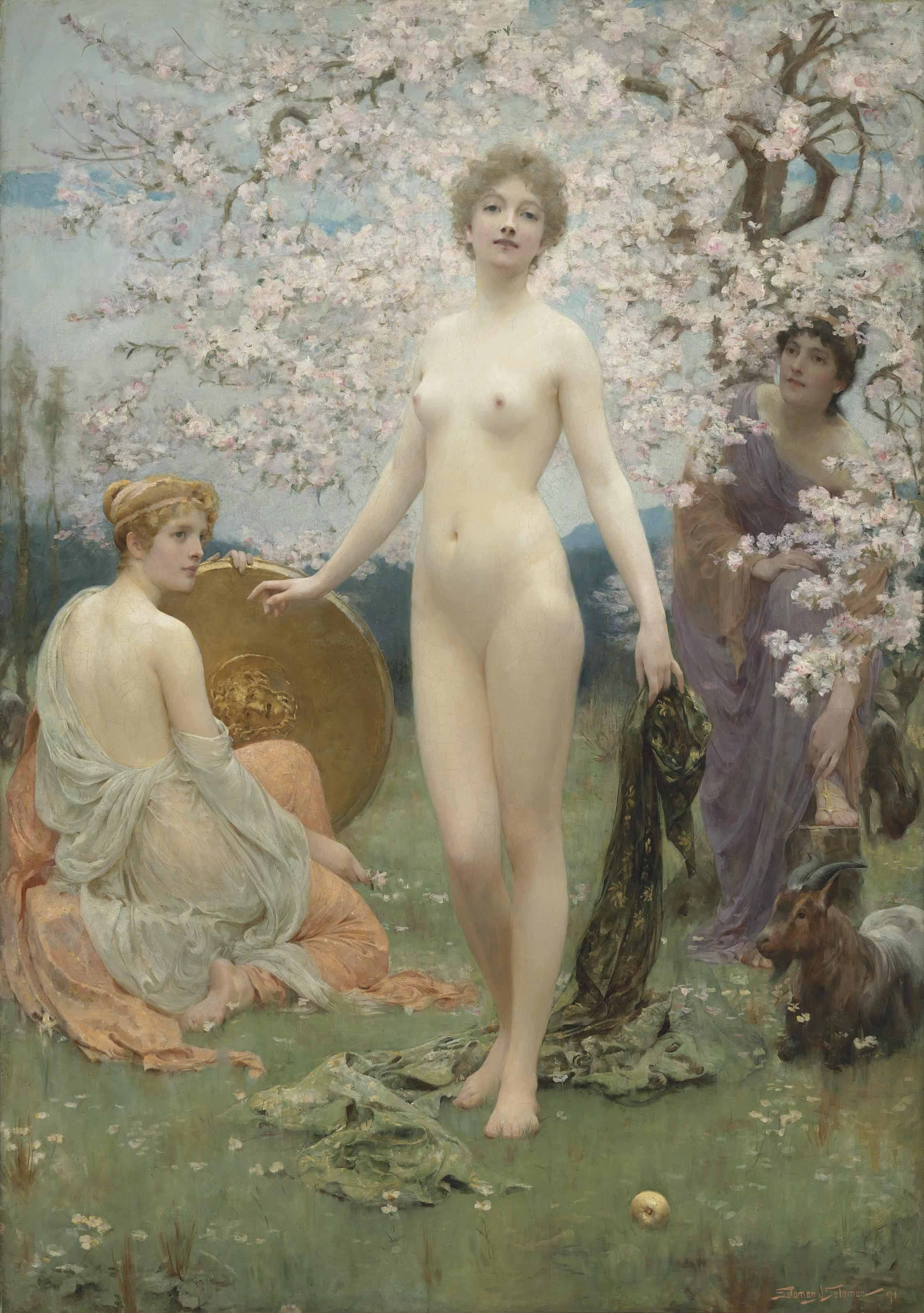
The Judgment of Paris(1891)